# Inez Haynes Irwin

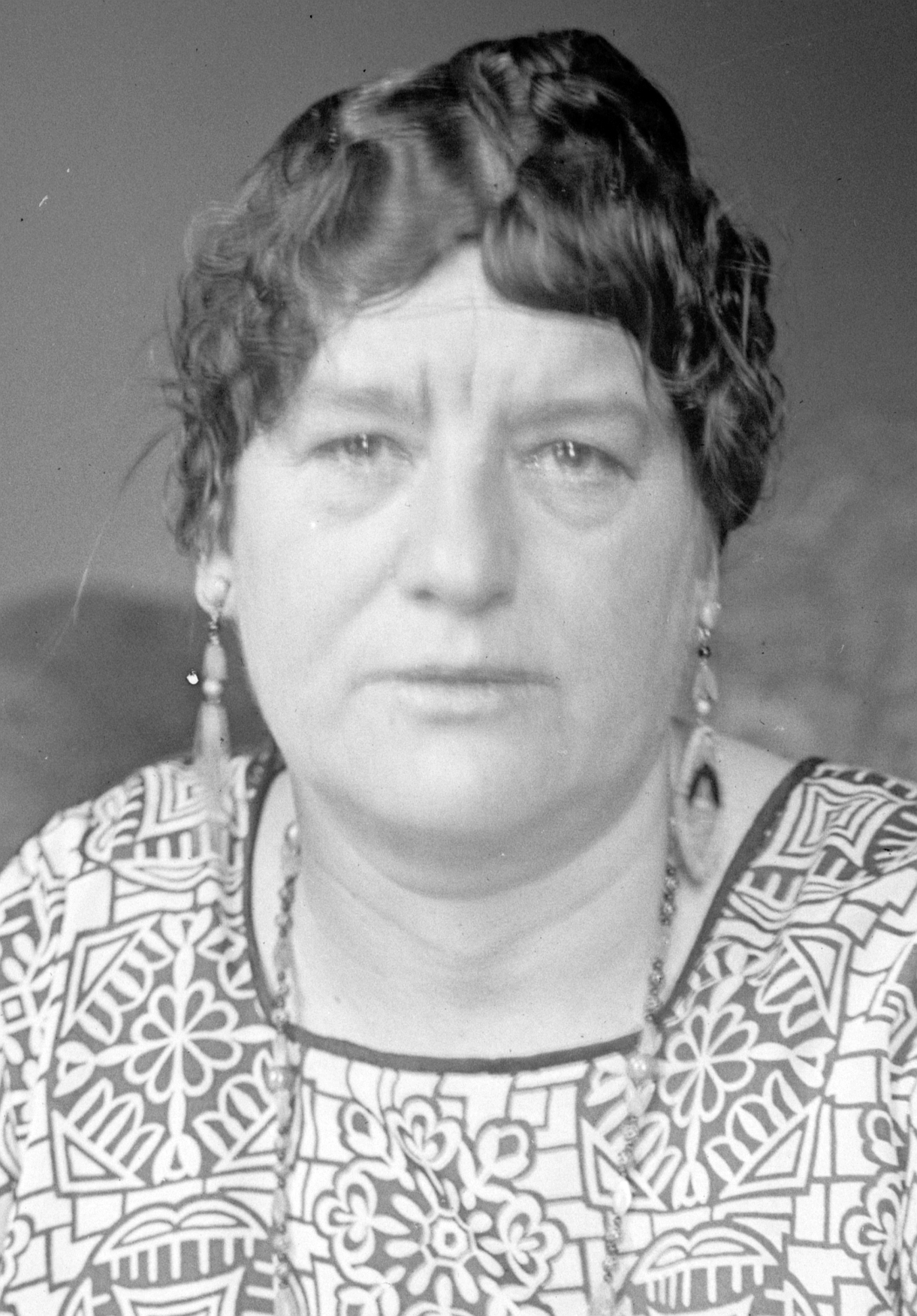
Inez Haynes Irwin, 1923

Inez Leonore Haynes Gillmore Irwin (* 2. März 1873 in Rio de Janeiro, Brasilien; † 30. September 1970 in Scituate, Massachusetts) war eine US-amerikanisch-brasilianische Schriftstellerin und Frauenrechtlerin.

## Leben und Werk
Irwin war eine Tochter von siebzehn Kindern des Sozialreformers Gideon Haynes und Emma Jane Hopkins Haynes. Nach zwei Jahren in Brasilien kehrte die Familie nach Boston zurück, wo Irwin von 1887 bis 1890 die Bowdoin Grammar School und dann die Girl's High School besuchte. Sie unterrichtete an der Grundschule in Charlestown (Boston), bis sie 1896 ausreichend Geld für ihr Studium am Radcliffe College gespart hatte. Sie erwarb dort 1898 einen Abschluss in Englisch mit Auszeichnung.
1897 heiratete sie den Verleger Rufus H. Gillmore, mit dem sie vor dem Ersten Weltkrieg nach Europa reiste. Hier lernte sie Gertrude Stein, französische Impressionisten und russische Revolutionäre kennen.
1900 gründete sie mit Maud Wood Park die College Equal Suffrage League (CESL), die erste amerikanische Frauenwahlrechtsorganisation für Frauen mit Hochschulabschluss. Die CESL entwickelte sich schnell von einer kleinen Organisation mit Sitz in Boston zu einer nationalen Organisation. Bis 1908 schlossen sich die staatlichen Zweige zur Nationalen CESL zusammen mit der Präsidentin des Bryn Mawr College Martha Carey Thomas als Vorsitzende.
1908 veröffentlichte sie ihren ersten Roman, June Jeopardy, und wurde kurz darauf Redakteurin von Max Eastmans politischer Zeitschrift The Masses, die zwischen 1911 und 1917 in New York veröffentlicht wurde. Irwin lebte ab den 1910er Jahren in der kreativen Gemeinschaft von Künstlern und Schriftstellern in Greenwich Village in Manhattan und zog 1948 nach dem Tod ihres zweiten Mannes nach Scituate, Massachusetts.
Nach ihrer Scheidung von Gilmore heiratete sie 1916 den Schriftsteller William Henry Irwin, mit dem sie während des Ersten Weltkriegs in Europa lebte. Sie arbeitete als Kriegskorrespondentin in England, Frankreich und Italien und berichtete von der französischen und italienischen Front für amerikanische Magazine.
Irwin war eines der frühesten Mitglieder von Heterodoxy, die 1912 von Marie Jenney Howe gegründet wurde, und von Query, zu dessen Mitgliedern viele führende Schriftstellerinnen der damaligen Zeit gehörten. 1931 wurde sie die erste Präsidentin der Authors League of America. Sie war von 1925 bis 1928 Präsidentin der Authors Guild und von 1935 bis zu ihrem Tod 1940 Vorsitzende des Board of Directors des World Center for Women’s Archives, einer Organisation, die von der Historikerin Mary Ritter Beard gegründet wurde, um historische Dokumente von Frauen zu sammeln und aufzubewahren. Sie war Mitglied des National Advisory Council of the National Women’s Party und veröffentlichte 1921 The Story of the Woman's Party.

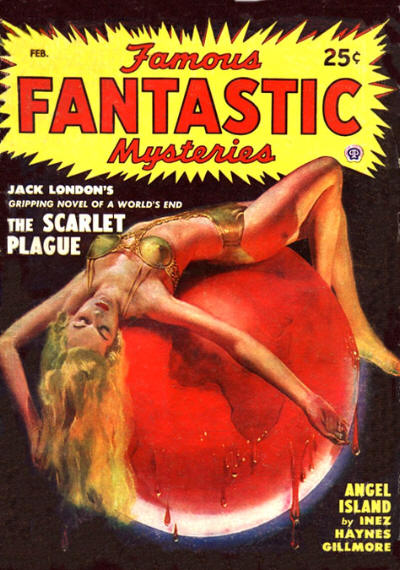
Angel Island wurde in der Februarausgabe 1949 von Famous Fantastic Mysteries nachgedruckt

Sie schrieb zweiundvierzig Bücher, darunter dreizehn Romane, fünf Kurzgeschichtensammlungen, siebzehn Kinderbücher, fünf Kriminalromane, drei Sachbücher und zahlreiche Artikel.

## Ehrungen
- 1924: O.-Henry-Preis
- 1931: erste Präsidentin der Authors League of America

## Mitgliedschaften
- Authors Guild of America; Vizepräsidentin: 1930–1931; Präsidentin: 1931–1933
- National Collegiate Equal Suffrage League
- Chairman of board of directors of the World Center for Women’s Archives, 1936–1938; 1940.
- Mitglied des amerikanischen Komitees von Prix Femina, 1931–1933

## Bibliografie (Auswahl)

### Romane
- June Jeopardy, Huebsch, 1908.
- Phoebe and Ernest, Holt, 1910.
- Janey: being the record of a short interval in the journey through life and the struggle with society of a little girl of nine. Holt, 1911.
- Phoebe, Ernest, and Cupid. Holt, 1912.
- Angel Island. Holt, 1914.
- The Ollivant Orphans. Holt, 1915.
- The Lady of Kingdoms. George H. Doran, 1917.
- The Happy Years. Holt, 1919.
- Out of the Air. Harcourt, 1921.
- The Lost Diana. Everybody's Magazine, Juni 1923.
- Gertrude Haviland's Divorce. Harper, 1925.
- Gideon. Harper, 1927.
- P.D.F.R.: A New Novel. Harper, 1928.
- Family Circle. Bobbs-Merrill, 1931.
- Youth Must Laugh. Bobbs-Merrill, 1932.
- Strange Harvest. Bobbs-Merrill, 1934.
- Murder Masquerade. H. Smith & R. Haas, 1935.
- Little Miss Redhead. Lothrop, 1936.
- The Poison Cross Mystery. H. Smith & R. Haas, 1936.
- A Body Rolled Downstairs. Random House, 1938.
- Many Murders. Random House, 1941.
- The Women Swore Revenge. Random House, 1946.

### Kurzgeschichten
- The Father of His Son. Everybody's Magazine, Juli 1904.
- A Doorstep Introduction. Pearson's Magazine, November 1904.
- Love Me, Love My Dog. Pearson's Magazine, November 1904.
- The Start. Everybody's Magazine, Dezember 1904.
- The Matchbreakers. Hampton's Broadway Magazine, November 1908.
- The Eternal Challenge. Everybody's Magazine, Januar 1912.
- With Pitfall and With Gin. Pictorial Review, Februar 1912.
- The Woman Across the Street. Ladies' Home Journal, September 1916.
- The Sixth Canvassar. The Century, Januar 1916.
- The Last Cartridge. McCall's, Oktober 1922.
- The Spring Flight. McCall's, Juni 1924.
- The Irish Language.Everybody's Magazine, Juli 1925.

### Sachbücher
- The Californiacs. A. M. Robertson, 1916; Neuauflage bei Palala Press, 2015, ISBN 978-1-341-04961-3.
- The Native Son, A. M. Robertson, 1919; Neuauflage bei Palala Press, 2016, ISBN 978-1-356-72556-4.
- The Story of the Women’s Party. Harcourt, 1921.
- Angels and Amazons: A Hundred Years of American Women. Doubleday, 1933.
- Good Manners for Girls. Appleton-Century, 1937
- You Bet I Am!. Woman's Day, Oktober 1938.
- Adventures of Yesterday. General Microfilm, 1973.

### Varia
- Maida's Little House Party. Grosset & Dunlap, 1954.
- Maida's Little Island. Grosset & Dunlap, 1939.
- The Poison Cross Mystery. Harrison Smith/Robert Haas, 1936.
- Out Of The Air. Kessinger Publishing, 2007, ISBN 978-0-548-34314-2.